# Clogherhead
Clogherhead is een plaats in het Ierse graafschap Louth. De plaats telt ca. 2000 inwoners.